# Nyhedenskab
Nyhedenskab eller neopaganisme, ofte blot omtalt som hedenskab eller moderne hedenskab, er en bred moderne spirituel og religiøs retning, der henter inspiration fra førkristne og antikke polyteistiske religiøse traditioner. Nyhedenskab opstod i midten af det 20. århundrede og omfatter en bred vifte af overbevisninger og praksisser, som er centreret omkring natur, polyteisme og ritualer eller spiritualitet. Nyhedenskab oplever en stigende popularitet, og er en af de hurtigst voksende spirituelle og religiøse bevægelser i verden
Nyhedenskab bliver sommetider fejlagtigt forvekslet med New Age, der var en moderne spirituel bevægelse påvirket af østlig spiritualitet og defineret ved en astrologisk tro på vandmandens tidsalder. Nyhedenskab er derimod baseret på europæiske tilgange og er ikke baseret på en astrologisk fremridstro.

## Definition
Der er ingen almindelig enighed om, hvordan nyhedenskab skal defineres, og det er udbredt at betragte begrebet som en samlebetegnelse for en række forskellige religioner eller livssyn snarere end som en ensartet religion. Nyhedenskab er således en paraplybetegnelse for forskellige religiøse tilgange og livssyn, der revitaliserer før-kristen religion såsom keltisk, germansk og norrøn religion og etnisk naturreligion som forskellige former for shamanisme, gudindedyrkelse, mysteriekult og hekseforestillinger.

## Hovedtræk
Moderne hedenskab er en mangefacetteret tradition. Der findes dog nogle hovedtræk:
Naturspiritualitet: Nyhedenskab har generelt en dyb ærbødighed for naturen og ser den naturlige verden som hellig og indbyrdes forbundet. Mange hedenske traditioner fejrer de skiftende årstider og naturlige cyklusser, og inkorporerer ofte jordbaserede ritualer og ceremonier.
Polyteisme: Moderne hedninger tror typisk på og tilbeder flere guddomme, ofte hentet fra forskellige historiske pantheoner, såsom dem fra det antikke Grækenland, Rom, Skandinavien eller andre kulturer. Disse guder og gudinder ses ofte som repræsenterende forskellige aspekter af naturen, menneskelig erfaring og det guddommelige.
Ritualer: Rituelle praksisser er almindelige, herunder ceremonier for sæsonbestemte fester (f.eks. solhverv og jævndøgn), overgangsritualer og andre vigtige livsbegivenheder. Nogle hedninge bruger også magiske praksisser for at bevirke forandringer i verden og i deres liv.
Mangfoldighed: Nyhedenskab er mangfoldig og omfatter en bred vifte af traditioner og veje, hver med deres egen unikke overbevisning og praksis. Nogle af de mere kendte traditioner inkluderer Wicca, Druidetro, Asatro og eklektiske eller individuelle praksisser.
Det er vigtigt at erkende, at nyhedenskab ikke er en enkelt, organiseret religion med centraliseret autoritet. I stedet omfatter det et bredt spektrum af overbevisninger og praksisser, og individer kan have forskellige fortolkninger. Hver af disse traditioner kan betone forskellige religiøse aspekter, mens de deler nogle kerneelementer som polyteisme, ritualer og naturspiritualitet.

## Eklekticisme eller rekonstruktion
Det er groft sagt muligt at opdele nyhedenskab i to eller tre grupper efter deres forhold til fortidens praksisser:

### 1. Eklektikere
Mange nyhedninge har en eklektisk tilgang, og trækker elementer fra forskellige traditioner og skaber deres egne individuelle trossystemer. Denne form for tilgang kaldes også universalistisk eller ikke-konfessionel hedenskab, og der bliver ofte lagt stor vægt på personlige erfaringer. Eklektiske hedninger er individer og grupper inden for det hedenske samfund, der praktiserer en form for hedenskab præget af en mangfoldig og fleksibel tilgang til spiritualitet. Eklektikerne er ofte mere spirituelle end religiøse og henter inspiration fra en bred vifte af kilder, traditioner og trossystemer, både gamle og moderne, for at skabe en unik og personlig spirituel vej. Eklektiske hedninger inkorporerer ofte elementer fra forskellige hedenske traditioner, og trækker sommetider også på ikke-hedenske kilder, herunder østlig spiritualitet og nutidige esoteriske traditioner. Eklektiske hedninge prioriterer personlig intuition og valg i deres spirituelle praksis og beroner ofte, at der ikke er én "rigtig" måde at praktisere hedenskab på. De mener, at spiritualitet er en dybt personlig rejse, og de kan kan tilpasse eller syntetisere elementer fra forskellige traditioner for at skabe en praksis, der resonerer med dem.

### 2. Rekonstruktionister
Andre nyhedenske traditioner vil rekonstruere gamle religiøse praksis baseret på historiske kilder og arkæologiske beviser. Rekonstruktionistiske hedninge, ofte blot omtalt som "rekonstruktionister", er individer og grupper inden for det hedenske samfund, som holder fast i en specifik tilgang til deres tro. Rekonstruktionisme er kendetegnet ved at lægge en stærk vægt på historisk nøjagtighed, kulturel autenticitet og genopbygning af gamle eller førkristne religiøse traditioner. Rekonstruktionistiske hedninger stræber efter at genoplive og praktisere disse traditioner så tæt som muligt på deres oprindelige former, baseret på historisk forskning og videnskab. Der findes af samme grund forskellige grupper som keltiske, kemetiske, asatroende og romerske rekonstruktionister, og de er ofte mere religiøse eller troende anlagt.

### 3. Moderate
En stor tredje gruppe befinder sig midt imellem, da de hverken er egentlige eklektikere eller rekonstruktionister og kan kaldes de moderate. En del af dem forsøger at tilpasse historiske traditioner og praksisser til nutidige sammenhænge. Eller de lader sig inspirere af forskellige gamle overbevisninger, men lægger ikke så meget vægt på at være fuldstændig historisk nøjagtige i deres ritualer og praksis. Den moderate gruppe er meget mangfoldig og omfatter blandt andet megen moderne heksekunst.

## Religion eller spiritualitet
Nyhedenskab er en mangfoldig bevægelse, og for nogle er tilbedelse af guder vigtig, mens andre lægger mere vægt på spiritualitet eller åndelighed. Det er således også muligt at skelne mellem hedensk religion og hedensk spiritualitet, og der er hedninge, der identificerer sig som spirituelle, men ikke religiøse, og omvendt. Det er vigtigt at bemærke, at betydningen af begreberne "religiøs" og "åndelig" kan være meget subjektive, og forskellige udøvere kan bruge dem på forskellige måder til at beskrive deres egne oplevelser. Derudover kan nogle individer skifte mellem disse kategorier over tid eller inkorporere elementer af begge i deres praksis.

### 1. Religiøse hedninge
Hedensk religion er mere eller mindre organiserede trossystemer inden for hedenskab, der ofte har specifikke guddomme, ritualer og hellige tekster eller lære. Eksempler på hedenske religioner omfatter keltisk tro, asatro og mange andre, som har deres egne ritualer, præster og fællesskaber. Hedninge, der følger specifikke traditioner og engagerer sig i organiserede ritualer og ceremonier, kan betragtes som del af en hedensk religion. I Danmark er asatrosamfundet Forn Sidr et kendt eksempel på en religiøs gruppe, men der findes flere andre organiserede blotlaug og grupper inden for asatroen. I England er Druide-religionen et eksempel på et andet godkendt trossamfund. Genoplivningen af folketroen kan også siges at gøre ind under denne form for nyhedenskab.
Religiøse hedninge er troende og tror typisk på guddomme eller andre overnaturlige væsner. Disse væsener kan være guder og gudinder, naturånder, forfædre eller andre guddommelige kræfter. Det specifikke pantheon eller sæt af væsner kan variere meget blandt hedenske traditioner. Religiøse hedninge engagerer sig i strukturerede ritualer og ceremonier som en måde at ære, tilbede eller forbinde sig med deres guddomme. Disse ritualer involverer ofte specifikke bønner, påkaldelser, ofringer eller symbolske handlinger. Religiøse hedninge deltager gerne i grupperitualer og ceremonier i deres hedenske trossamfund, der kan organiseres af ledere, præster eller hedenske grupper. Religiøse hedninge i Europa og USA kan være kritiske over for kristendommen og de andre abrahamitiske religioner.

### 2. Spirituelle hedninge
På den anden side er hedensk spiritualitet eller åndelighed et bredere udtryk, der omfatter en bred vifte af personlige eller ikke-organiserede overbevisninger og praksisser forbundet med hedenskab. Hedninger, der identificerer sig som spirituelle, men ikke religiøse, kan have en dyb forbindelse med naturen, en ærbødighed for årstidernes cyklusser, en tro på eksistensen af forskellige guddomme eller ånder eller en personlig åndelig praksis, der ikke stemmer overens med nogen bestemt hedensk tradition.
Hedensk spiritualitet kan være meget individualistisk og kan involvere praksisser som meditation, naturbaserede ritualer, spådom, energiarbejde og fokus på personlig vækst og selvopdagelse. Nogle spirituelle hedninge afviser helt organiserede religiøse strukturer og foretrækker at følge deres egen vej, idet de henter inspiration fra en række forskellige kilder, herunder gammel mytologi, folklore og nutidige spirituelle praksisser. Mange hedninge falder ind under kategorien spirituelle, men er ikke religiøse, da de prioriterer deres individuelle overbevisninger og personlige spirituelle oplevelser frem for organiserede religiøse praksisser.

### 3. Spirituelt-religiøse hedninge
En tredje gruppe hedninge, der er både religiøse og spirituelle, kan have en bred vifte af overbevisninger og praksis. Dette kan inkludere elementer fra forskellige religiøse traditioner eller åndelige lære.
Mange af de hedninge, der er både religiøse og spirituelle, er åbne for at udforske forskellige aspekter af spiritualitet og religiøsitet uden at forpligte sig til en enkelt religiøs doktrin. De har ofte en tendens til at vægte individuel spiritualitet og personlige forhold til det guddommelige eller åndelige frem for at følge en bestemt ortodoks tro.

## Nyhedenske bevægelser
Når vi taler om "bevægelser" i forbindelse med hedensk religion, refererer vi normalt til forskellige grupper, organisationer eller fællesskaber, der praktiserer eller forfølger hedenske tro og spiritualitet. Disse bevægelser kan variere i størrelse, omfang, geografisk placering og specifikke trosretninger. Når vi taler om "bevægelser" i forbindelse med hedensk religion, refererer vi normalt til forskellige grupper, organisationer eller fællesskaber, der praktiserer eller forfølger hedenske tro og spiritualitet. Disse bevægelser kan variere i størrelse, omfang, geografisk placering og specifikke trosretninger. Nogle af de mest kendte hedenske bevægelser inkluderer:

### Asatro
Asatro er en genoplivning af de gamle nordiske religioner, der fokuserer på ære for de nordiske guder og gudinder som Odin, Thor og Freyja. Moderne asatro praktiseres af folk over hele verden, der er interesseret i at genopdage deres nordiske rødder og forstå de gamle nordiske religioner og kultur. Den har også haft en stigning i popularitet blandt dem, der er tiltrukket af nordisk mytologi, vikingehistorie og den nordiske æstetik.

### Wicca
Wicca er en moderne form for hekseri, der blev populær i det 20. århundrede og fokuserer på dyrkelse af en gudinde og en gud, naturens cyklusser og magiske praksisser
Navnet "Wicca" kommer fra det angelsaksiske ord "wicce", der betyder "hekser" eller "troldkvinder", og det er en moderne form for hekseri, der blev populariseret af Gerald Gardner og andre i midten af det 20. århundrede. Praktiseringen af Wicca involverer ofte ritualer, ceremonier, magiske praksisser og meditation, der sigter mod at opnå åndelig vækst, helbredelse og harmoni med naturen.

### Dianisk Wicca
En specifik gren af Wicca, der lægger særlig vægt på dyrkelsen af den guddommelige feminine eller den store gudinde. Dianisk Wicca fokuserer på kvinders åndelige empowerment og fejrer månens cyklusser og kvindelighed.

### Druidisme
Inspireret af de gamle keltiske traditioner og kulturer, der fokuserer på dyrkelse af naturen, ceremonielle praksisser og åndelige udvikling. Moderne druidisme omfatter ofte ceremonielle praksisser, ritualer, meditation, bønner, fejringer af årstidernes cyklusser og dyrkelse af en guddommelig kraft, der er til stede i naturen. Druider opfattes som åndelige vejledere, der arbejder for at forbinde mennesker med naturen og det guddommelige.

### Hellenisme
Hellenisme er genoplivningen eller praktiseringen af den gamle græske religion, kultur og filosofi. Det omfatter tilbedelse af de gamle græske guder og gudinder såsom Zeus, Hera, Athena, Apollo og mange andre, samt praktiserer ritualer og ceremonier, der var en del af den gamle græske religiøse praksis.

### Romersk religion
Romersk polyteisme er genoplivningen af den gamle romerske religion. Den fokuserer på at ære de romerske guder og gudinder og dyrke dem gennem ritualer og ceremonier.

### Slavisk rodnovery/rodnoveri
Dette er genoplivningen af de gamle slaviske religiøse traditioner. Det inkluderer tilbedelse af slaviske guder og gudinder, forbindelse til forfædrene og dyrkelse af naturen
Slavisk rodnovery, også kendt som Rodoverie eller Rodnoveri, kommer fra det slaviske ord "rod", der betyder "stamme" eller "oprindelse", og "very", der betyder "tro" eller "religion". Bevægelsen søger at bevare og genoplive de oprindelige trosretninger og kulturer, der blev praktiseret af slaviske folk før kristendommens indførelse i regionen.
Slavisk rodnovery omfatter tilbedelse af de gamle slaviske guder og gudinder, såsom Perun (torden- og himmelguden), Mokosh (jordgudinden), Veles (guden for landbrug og kvæg) og Svarog (guden for solen og ild). Det inkluderer også respekt for forfædrene, ånden i naturen og forskellige elementer i det slaviske landskab.

### Suomenusko
Denne finske hedenske religion fokuserer på tilbedelse af de finske og baltiske guder og gudinder samt forbindelse til finsk og baltisk kultur og folklore. Denne bevægelse søger at bevare og genoplive de oprindelige trosretninger og kulturer, der blev praktiseret af de finske og baltiske folk før kristendommens indførelse i regionen.
Suomenusko omfatter tilbedelse af de finske og baltiske guder og gudinder, såsom Ukko (himmelguden), Ilmarinen (smedeguden), Ahti (vandguden) og Väinämöinen (den vise gammel). Det inkluderer også respekt for forfædrene, ånden i naturen og forskellige elementer i det finske og baltiske landskab.
Praktiseringen af Suomenusko kan omfatte ritualer, ceremonier, ofringer, bønner og fejringer af særlige højtider og begivenheder, der er knyttet til den gamle finske og baltiske kalender. Disse praksisser sigter mod at opretholde en åndelig forbindelse til naturen, forfædrene og de gamle guder og gudinder.

### Fetraditionen
En moderne magisk tradition, der kombinerer elementer fra Wicca, hekseri, shamanisme og forskellige mystiske og okkulte traditioner. Feri Tradition eller fetraditionen praktiserende udfører ritualer, magiske arbejde og åndelige øvelser med det formål at opnå personlig transformation og åndelig vækst.

## Afgrænsning af nyhedenskab fra andre religioner og spiritualiteter

### Religion
Som religion adskiller nyhedenskab sig især fra de monolitiske religioner som jødedom, kristendom og islam. Religiøse hedninge tror typisk på en række forskellige guddomme, og deres tro er ofte centreret omkring tilbedelsen af disse væsner. Disse guddomme kan være forbundet med naturlige elementer, dyr eller forskellige aspekter af verden. Abrahamitisk religion, som omfatter jødedom, kristendom og islam, er derimod monoteistiske. Disse tre religioner tror på tilbedelsen af en enkelt, almægtig Gud. I jødedommen og islam omtales Gud ofte som henholdsvis Yahweh eller Allah, mens kristne tror på den hellige treenighed – Gud Faderen, Gud Sønnen (Jesus Kristus) og Gud Helligånden.
Der er ingen enkelt hellig tekst, som alle hedninger følger, idet hedenskab omfatter en bred vifte af traditioner og overbevisninger, med hver sit eget sæt af myter, legender og tekster. Hver af de abrahamitiske religioner har til gengæld sin hellige tekst. For eksempel er Bibelen den centrale tekst for kristendommen, Toraen er central for jødedommen, og Koranen er islams hellige bog.

### Spiritualitet
Hedensk spiritualitet har ofte rødder i forhistoriske vestlige religioner, som f.eks. de gamle nordiske, keltiske, græske, egyptiske eller germanske traditioner. Dette adskiller sig fra mere moderne spirituelle bevægelser, der er baseret på nyere ideer eller østlige traditioner.

## I Danmark
I Danmark er nyhedenskab ligesom i mange andre lande mangfoldig og mangefacetteret. Der findes forøg på at rekonstruere eller lade sig inspirere af elementer fra både nordiske og andre vestlige eller østlige traditioner, og der er både religiøse og spirituelle hedninge.
En særlig del af nyhedenskaben i Danmark omtales ofte som "Asatro" og henter inspiration fra de religiøse overbevisninger hos de gamle nordiske folk. Det er en nyhedensk bevægelse, der involverer tilbedelse af de gamle nordiske guder og gudinder, fejringen af årstidens festivaler og en dyb forbindelse til naturen. I Danmark er der mange asatroende i trossamfundet Forn Siðr. Alligevel er der mange forskellige strømninger i det danske asatromiljø,
I det 21. århundrede har spirituelle strømninger fået en stigende betydning, der ikke har eller behøver at have nogen tilknytning til den mere organiserede eller religiøse nyhedenskab.

## Beslægtede tilgange

### Hedensk livsstil
Nogle mennesker har en hedensk tilgang til livet, der fokuserer på forbindelsen til naturen, sæsonernes cyklus og individets rolle som en del af det større kosmiske billede. Dette kan manifestere sig som en livsstil, der er baseret på bæredygtighed, respekt for naturen og et ønske om at leve i harmoni med omgivelserne.

### Hedensk visdom og filosofi
I moderne tid har der blandt enkelte forfattere og filosoffer været en genopblussen af interesse for hedensk visdom, der ikke er religiøs, men ofte bygger på symbolske fortolkninger. Disse personer er kyndige i filosofi og dybdepsykologiske praksisser og har bidraget til forståelsen og moderniseringen af gamle tilgange.

### Hedensk naturdyrkelse
Nogle mennesker praktiserer en form for naturdyrkelse, der ikke er bundet til en bestemt religiøs tro, men som i stedet hylder naturen som hellig og ser efter betydningen af den naturlige verden i deres liv.

### Hedensk politik
Hedensk politik er et bredt begreb, der kan omfatte forskellige politiske holdninger, aktivisme og engagement blandt medlemmer af hedenske kredse. Det er vigtigt at forstå, at hedenske samfund ikke er ensartede, og derfor kan deres politiske overbevisninger variere betydeligt.
Nogle hedenske grupper eller enkeltpersoner kan være engagerede i politiske spørgsmål, der er relateret til deres religiøse eller spirituelle overbevisninger, såsom kampen for religiøs frihed og rettigheder, bevarelse af natur og miljøbeskyttelse, eller støtte til minoritetsrettigheder og social retfærdighed.
Der er også en tendens inden for nogle hedenske kredse til at fokusere på decentraliserede, jordnære og demokratiske strukturer, der afspejler principperne om balance og harmoni med naturen. Dette kan manifestere sig i støtte til politiske bevægelser eller ideer, der fremmer decentralisering, bæredygtighed og lokalisme. Nogle politiske bevægelser, der er inspireret af nyhedenskab, inkluderer økofeminisme, grønne partier, identitære bevægelser og det nye højre.

### Gaia-filosofi
Gaia-filosofi er et bredt begreb, der henviser til forskellige filosofiske perspektiver, der er inspireret af Gaia-hypotesen, som blev formuleret af den britiske videnskabsmand James Lovelock. Essensen er ideen om, at Jorden fungerer som en levende organisme. Gaia-filosofi er et komplekst og mangfoldigt sæt af ideer og perspektiver, der søger at fremme en dybere forståelse af menneskets forhold til Jorden og naturen.
Gaia-teologi er derimod en religiøs tilgang, der ser Jorden som en levende, selvregulerende organisme, som fortjener tilbedelse og respekt Gaia-teologi udtrykker ofte en form for økologisk spiritualitet, hvor Jorden anses for hellig og værdig for respekt og ærbødighed. Tilhængere af Gaia-teologi kan praktisere ritualer og ceremonier, der ærer Jorden som en guddommelig kraft, og de kan arbejde for at fremme bæredygtighed og bevarelse af miljøet som en manifestation af deres religiøse overbevisning.

### Shamanisme
Shamanisme er en spirituel praksis, der involverer kommunikation med ånder og forfædre samt brug af ritualer og ceremonier til helbredelse og personlig vækst. Nogle nyhedenske bevægelser har inspiration fra shamanistiske traditioner.

### Gnosticisme
Gnosticisme er en religiøs filosofi, der fokuserer på at opnå åndelig indsigt og viden om det guddommelige. Nogle nyhedenske grupper inkluderer gnostiske elementer i deres praksis.

### Transcendentalisme
Transcendentalisme er en filosofisk og litterær bevægelse, der opstod i det 19. århundrede i USA. Den fremhæver forbindelsen mellem mennesket, naturen og det guddommelige og understreger vigtigheden af personlig intuition og åndelig erfaring. Mange transcendentalister værdsætter også elementer af nyhedensk tro og tilbedelse af naturen.

### Østlig filosofi og religion
Visse nyhedenske bevægelser og enkeltpersoner trækker på inspiration fra østlige religioner. Mange bevægelser og enkeltpersoner finder især inspiration i østlige religioner som hinduisme, buddhisme, taoisme og andre.
Nogle nyhedenske bevægelser har også ligheder med østlige filosofier såsom filosofien inden for buddhisme, hinduisme og taoisme, der understreger forbindelsen mellem mennesker, naturen og det guddommelige.

## Udbredelse
Udbredelsen af nyhedenskab er vanskelig at kvantificere præcist på grund af flere faktorer, herunder manglen på centraliserede organisationer, forskellige former for nyhedenske praksis og manglen på officielle statistikker. Der har dog været en tendens til stigende interesse for nyhedenske spiritualitet og religion blandt mange mennesker i den vestlige del af verden. Nyhedenskab betragtes som en af de hurtigst voksende religiøse bevægelser i den vestlige verden.
Nyhedenskab er en bred kategori, der omfatter forskellige religioner og spirituelle traditioner såsom asatro, wicca, druidisme og mange andre. Antallet af tilhængere af disse forskellige traditioner varierer, og der er ingen præcise tal tilgængelige. Nogle estimerer dog, at der er flere millioner af mennesker, der identificerer sig som nyhedenske rundt omkring i verden. Alene i USA anslås det således, at der er 1-1,2 million hedninge, og der antages at være omkring 3 millioner hedninge i hele den vestlige verden.

## Kritik
Mange ny-religiøse nyhedenske trossystemer, som f.eks. heksekunst og troen på guder, bliver kritiseret som fantasifulde eller urealistiske. Kritikere mener, at sådanne trossystemer kan føre folk væk fra virkeligheden og skabe illusioner, der ikke har noget solidt fundament i den virkelige verden. Dette kan føre til overtro, hvor mennesker tilskriver betydning til tilfældige eller uforklarlige hændelser, hvilket kan være farligt, hvis det får dem til at træffe beslutninger baseret på irrationelle overbevisninger fremfor faktuel viden.